# Rafael Monasterios
Pour les articles homonymes, voir Monasterios.
Rafael Monasterios, né le 20 novembre 1884 à Barquisimeto et mort le 2 novembre 1961 dans la même ville, est un peintre vénézuélien.

## Biographie
Rafael Monasterios naît le 20 novembre 1884 à Barquisimeto. À l'âge de 22 ans, il se rend à Caracas pour étudier à l'académie des beaux-arts, alors dirigée par Antonio Herrera Toro. Il travaille également à Barcelone en 1910 et est professeur à Caracas. Ses toiles sont exposées lors de manifestations artistiques internationales en Amérique et en Europe. Il obtient une médaille à l'Exposition universell de Paris en 1937 et un prix officiel au Venezuela en 1941. Rafael Monasterios meurt le 2 novembre 1961 à Barquisimeto.